# Daniel Hæsling
Daniel Hæsling (även Häsling eller Hessling), född 1707 i Östergötland, död 1746 i Sankt Petersburg, var en svensk medaljgravör.
Hæsling kom i lära för medaljgravören Johann Carl Hedlinger i Stockholm. På kort tid gjorde han så snabba framsteg inom medaljtillverkningen att han kunde förestå myntet under Hedlingers resa till Italien 1726-1728. Efter Hedlingers återkomst begav han sig 1729 ut på en studieresa men kom inte längre än till Hamburg där han erbjöds tjänsten som bankens stämpelsnidare 1730. Dessutom utförde han arbeten för de furstliga husen i Tyskland samt för danska och polska hoven. År 1745 blev han kejserlig rysk medaljör och flyttade till Sankt Petersburg. Bland hans få svenska arbeten märks frånsidan till en medalj över Gabriel Stierncrona 1724.